# ثقافة السياق العالي والمنخفض
ثقافة السياق العالي ونقيضتها ثقافة السياق المنخفض هما مصطلحان قدمهما عالم الأنثروبولوجيا إدوارد تي هال في كتابه ما وراء الثقافة (Beyond Culture) الذي صدر عام 1976. ويشير هذان المصطلحان إلى نزعة الثقافة لاستخدام رسائل السياق العالي عن رسائل السياق المنخفض في عمليات التواصل الروتينية. وتتم ترجمة هذا الاختيار لأساليب التواصل إلى ثقافة ستنشأ عنها جماعات داخلية، والجماعة الداخلية هي مجموعة تشترك في نفس الخبرات والتوقعات، وتشتق منها النتائج. وفي ثقافة السياق العالي، لا تقال الكثير من الأشياء؛ حيث تتحمل الثقافة شرح المقصد. وتصبح الكلمات واختيارها مهمة للغاية في تواصل السياق العالي؛ حيث تستطيع كلمات قليلة توصيل رسالة معقدة بفعالية كبيرة لجماعة داخلية (ولكن تقل الفعالية خارج تلك المجموعة)، بينما في ثقافة السياق المنخفض، يحتاج المتواصل إلى أن يكون أكثر صراحةً، كما تقل أهمية قيمة الكلمات الفردية.

## السياق كمقياس نسبي للثقافة
لا يتم تصنيف السياق (الثقافي) على أنه «عالي» أو «منخفض» بالمعنى المطلق، نظرًا لأنه يمكن تمثيل كل رسالة بتسلسل من عالٍ إلى منخفض. وبالمثل، قد يكون سياق إحدى الثقافات (الفرنسيين الكنديين) أعلى من ثقافة (الإنجليز الكنديين)، ولكن أقل من ثقافات أخرى (الإسبان أو الفرنسيين). وهكذا، ربما يتواصل شخص بسيط جدًا من تكساس (ثقافة سياق عالي) مستخدمًا كلمات قليلة أو صمتًا مطولاً عن شخص بسيط من نيويورك يتسم بالوضوح الشديد، بالرغم من أن كليهما ينتمي لثقافة ذات سياق منخفض بشكل عام. والطبيعي أن ثقافة السياق العالي ستكون علائقية وجماعية وحدسية وتأملية. وتمنح العلاقات الشخصية قيمة عالية، كما يمثل أعضاء المجموعة مجتمعًا مترابطًا للغاية.
بينما قد تكون بيئة الأفراد في إحدى الثقافات متباينة ولا يمكن وصف جميع الأفراد بأنهم صورًا نمطية محددة، فيمكن أن يساعد فهم النزعات العامة للثقافات السائدة في هذا العالم في إخبار وتعليم أنفسنا حول كيفية تسهيل التواصل بشكل أفضل بين الأفراد الذين ينتمون لثقافات مختلفة. وقد حدد كوبلاند وإل جريجز في عام 1986 سلسلة مستويات السياقات التالية في الثقافات المختلفة.
ثقافة السياق المنخفض
الأستراليون
الإنجليز الكنديون
الإنجليز
الفنلنديون
الألمان
الإيرلنديون
النيوزيلنديون
الإسكندنافيون
السويسريون
الأمريكان (باستثناء أمريكا الجنوبية)
ثقافة السياق العالي
الأفارقة
العرب
البرازيليون
الصينيون
الفلبينيون
الفرنسيون الكنديون
الفرنسيون
اليونانيون
سكان هاواي
المجريون
الهنود
الإندونيسيون
الإيطاليون
اليابانيون
الكوريون
أمريكان لاتينيون
الفرس
البرتغاليون
الروس
مجتمع الجنوب الأمريكي
الإسبان
التايلانديون
الأتراك
الفيتناميون

### كيفية ارتباط السياق العالي بالمقاييس الثقافية الأخرى

#### التنوع
تتسم ثقافات السياق العالي بأنها أكثر انتشارًا في الثقافات الآسيوية عن الأوروبية، وكذلك في الدول ذات التنوع العرقي المنخفض. وتروج الثقافات التي تمنح المجموعة/المجتمع قيمة أعلى من قيمة الفرد لإقامة الجماعات الداخلية واعتماد/دعم المجموعة التي تفضل ثقافات السياق العالي. علاوة على ذلك، تفضي الثقافات الفرعية المتعايشة إلى أوضاع سياق عالٍ؛ حيث تعتمد المجموعة الصغيرة على خلفيتها العامة لتفسير الوضع بدلاً من الاعتماد على الكلمات. وتميل ثقافات السياق العالي إلى تقديم المزيد من التفسيرات للأشياء، ومن المعتقد أن ذلك قد يكون له علاقة بالحاجة إلى التكيف مع الأفراد ذوي الخلفيات المتنوعة للغاية.

#### التقاليد والتاريخ (التوجه الزمني)
تهتم ثقافات السياق العالي بالارتباط بالثقافات التي تتمتع بحس قوي من التقاليد والتاريخ وتتغير قليلاً مع مرور الوقت. [بحاجة لمصدر] على سبيل المثال، يتسم الأمريكان الأصليون بثقافة سياق عالٍ ذات حس قوي بالتقاليد والتاريخ. ويخلق التركيز على التقاليد فرصًا لتبادل رسائل سياق عالٍ بين أفراد كل جيل جديد. وهذا نقيض ثقافات السياق المنخفض، حيث يمكن للخبرات المشتركة التي يقوم عليها التواصل أن تتغير بشكل كبير من جيل إلى الذي يليه متسببة في حدوث فجوات في التواصل بين الآباء والأبناء، وذلك مثلما حدث في الولايات المتحدة.

#### الفكاهة
لن تنتقل نكتة سياق عالٍ من ثقافة سياق عالٍ بشكل جيد لشخص ينتمي لثقافة مختلفة، حتى وإن كانت ثقافة سياق عالٍ أخرى. تتسم الفكاهة بأنها سياقية، حيث لا يمكن اعتبار النكتة مضحكة للغاية إذا كانت تبدو مفسرة أكثر من اللازم باستخدام رسائل سياق منخفض فقط.

### التكيف
قد يحتاج شخص ينتقل إلى ثقافة سياق عالٍ أو منخفض إلى التكيف و/أو التأقلم بطرق مختلفة عما إذا كان سينتقل إلى ثقافات ذات سياق مماثل.

#### الانتقال من السياق العالي إلى المنخفض
ربما يحتاج شخص من ثقافة سياق عالٍ إلى التكيف و/أو التأقلم عند الانتقال إلى ثقافة سياق منخفض. وتتطلب ثقافة السياق المنخفض المزيد من الاستقلال، كما تتوقع وجود العديد من العلاقات، ولكنها تكون علاقات حميمية أقل. ومن المحتمل أن يطرح الشخص المنتمي لسياق عالٍ أسئلة لا أن يحاول الوصول إلى حل بمفرده، وقد يتم طرح الأسئلة من الأشخاص القليلين الذين ينتمون لنفس ثقافته. ويمكن أن يصاب الشخص المنتمي لسياق عالٍ بالإحباط من الناس الذين لا يبدو أنهم يرغبون في إقامة علاقة معه أو الاستمرار في مساعدته بانتظام. وربما يستخدم مصطلح «المساعدة لتقليل القلق والتوتر» لوصف الأفراد المنتمين لسياق عالٍ بأسلوب سلبي بدون قصد.

#### الانتقال من السياق المنخفض إلى العالي
يحتاج الشخص المنتمي لثقافة سياق منخفض إلى التكيف و/أو التأقلم عند الانتقال إلى ثقافة سياق عالي. وتتوقع ثقافات السياق العالي تشكيل مجموعات صغيرة ومترابطة، وكذلك الاعتماد على هذه المجموعة. ويمكن في الواقع الاعتماد على هذه المجموعات لدعم بعضها البعض، وربما يكون من الصعب الحصول على الدعم والمساعدة من خارج مجموعتك. وكثيرًا ما تتداخل الحياة المهنية مع الحياة الشخصية. ومن المحتمل أن يحاول الشخص المنتمي لسياق منخفض حل المسائل بمفرده ويشعر بأن هناك غيابًا لدعم الخدمة الذاتية أو المعلومات، وذلك بدلاً من طرح الأسئلة وأخذ الوقت الكافي لإقامة العلاقات اللازمة لإنجاز الأمور المطلوب إنجازها.

#### منظور التسويق
يتسم الشخص المنتمي لثقافة سياق عالٍ بأنه سيكون أكثر حساسية تجاه الاختلافات البسيطة والإعلانات. وعند تقديم دعاية لثقافة سياق عالٍ، مثل اليابان، تفكر الشركات في استخدام صور محلية وثقافية والاسترسال في الكلام لتكون الإعلانات أكثر جذبًا للمستهلكين. وينبغي أن يضع المسوقون في اعتبارهم أن الكلام القليل في ثقافة السياق العالي أفضل من كثرة الكلام. وتتجاوب ثقافة السياق العالي بشكل أفضل مع أساليب التسويق المباشرة والرسمية بدرجة أكبر. جدير بالذكر أن نبرة الصوت وتعبيرات الوجه والإيماءات ووضع الجسم جميعها إشارات غير لفظية يمكن استغلالها عند محاولة الوصول إلى مستهلكين من سياق عالٍ.

## كتابات أخرى
- Samovar, Larry A. and Richard E. Porter. Communication Between Cultures. 5th Ed. Thompson and Wadsworth, 2004. ISBN 0-534-56929-3

## وصلات خارجية
- High and low context cultures